# SNCB 11 sorozat

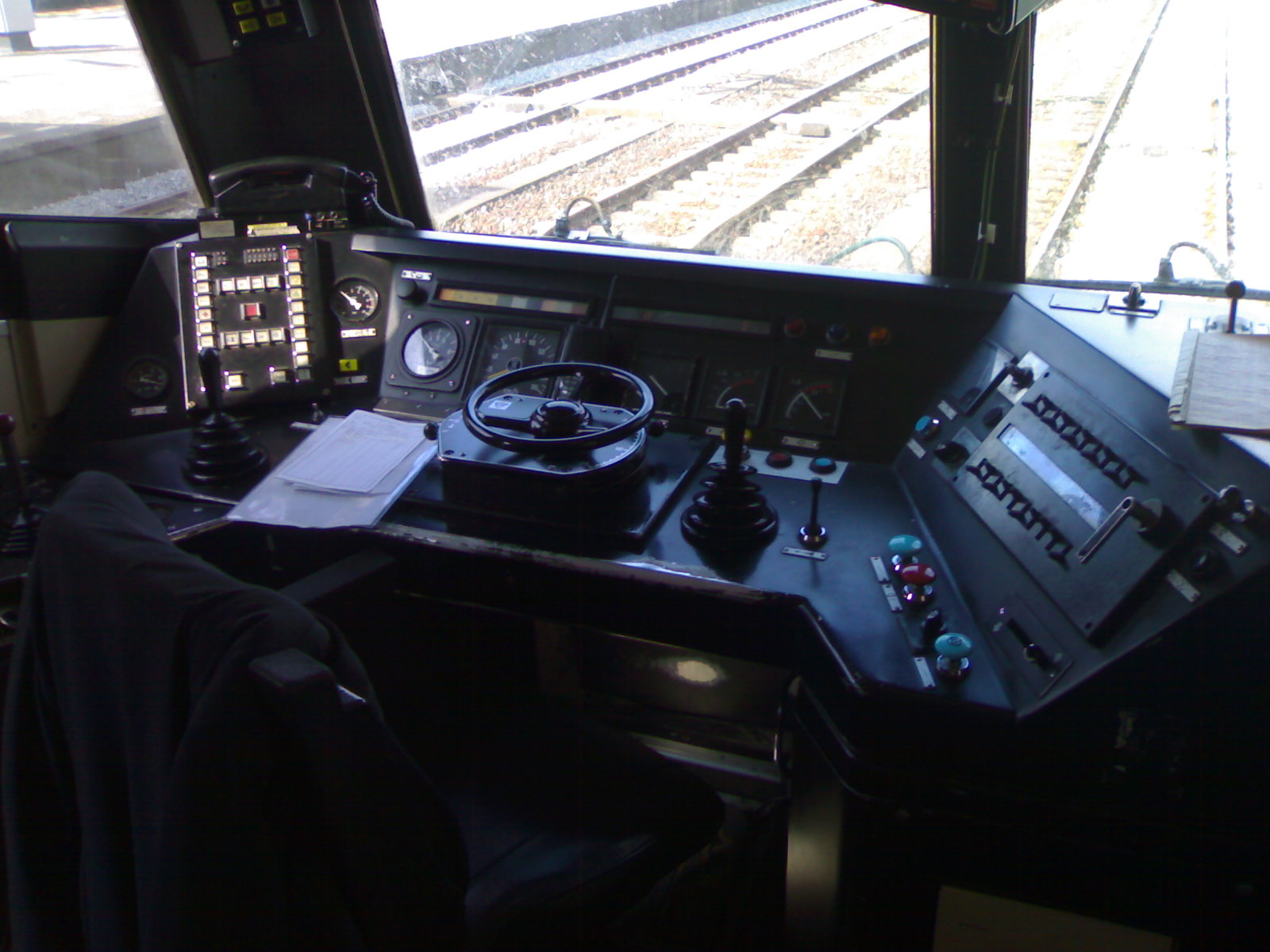
SNCB 11 1184 vezetőállása

Az SNCB 11 sorozat egy belga Bo-Bo tengelyelrendezésű, kétáramnemű villamosmozdony-sorozat. 1985 és 1986 között gyártotta a BN/ACEC az SNCB részére.
A mozdonyok a Benelux államok nagyvárosai (Brüsszel és Amszterdam) között közlekednek ingavonat üzemben. A nagysebességű vonatközlekedés beindulása után várható, hogy a sorozat a kiszorul a személyszállításból és áruszállítási feladatokat kap.